# 陈襄
陳襄（1017年—1080年），字述古，福州侯官人，宋朝官员、名士，世稱古靈先生。

## 生平
生於宋真宗天禧元年（1017年），與陳烈、周希孟、鄭穆友好，人稱「海濱四先生」。慶曆二年（1042年）進士，初任浦城縣（今屬福建省）主簿，歷知仙居、河陽、蒙陽等縣，因反對新法，曾請求神宗貶斥王安石、呂惠卿以謝天下。神宗时，出知明州。
慶曆八年（1048年）到仙居任縣令，“民尚朴野，罕知读书”，“民穷多变，监狱患满”，又逢縣境大水，著手赈济灾民。卒於神宗元豐三年（1080年）。

## 轶事

### 摸钟辨盗
电视剧《包公》中包拯让嫌疑人在黑暗中去摸一口大钟以找出真正的盗贼的故事嫁接自陈襄。事见《宋史》。苏洵曾写过《钟能辨盗》，而在沈括《梦溪笔谈》中也记载了此事。
陈襄任建州浦城知县时，有一家遭到了盗窃，抓到几个嫌疑人，但不知道谁确实是小偷。于是陈襄哄骗他们说：“某庙里有一口很灵验的钟，能分辨谁是小偷。”他派人把那口钟抬到官署后阁，祭祀起来，又带领这一群囚犯站到钟前，宣布说：“没有偷东西的人，摸这口钟，它不会响；如果偷了东西的人去摸，钟就会发出声响。” 祭祀完毕后，用帐子把大钟围起来，再暗地里让人用墨汁涂钟。之后，让嫌疑人一个个把手伸进帷帐里去摸钟，出来就检验他们的手，发现都有墨汁，只有一人手上无墨。陈襄对这个人进行审讯，此人不得不承认自己是盗贼。原来他是害怕钟响，没有敢去摸。